# Noumbiel
Noumbiel is een van de 45 provincies van Burkina Faso. De hoofdstad is Batié.

## Geografie
Noumbiel heeft een oppervlakte van 2.736 km² en ligt in de regio Sud-Ouest. De provincie grenst in het westen aan Ivoorkust en in het oosten aan Ghana.
De provincie is onderverdeeld in 4 departementen: Batié, Kpuere, Legmoin en Midebdo.

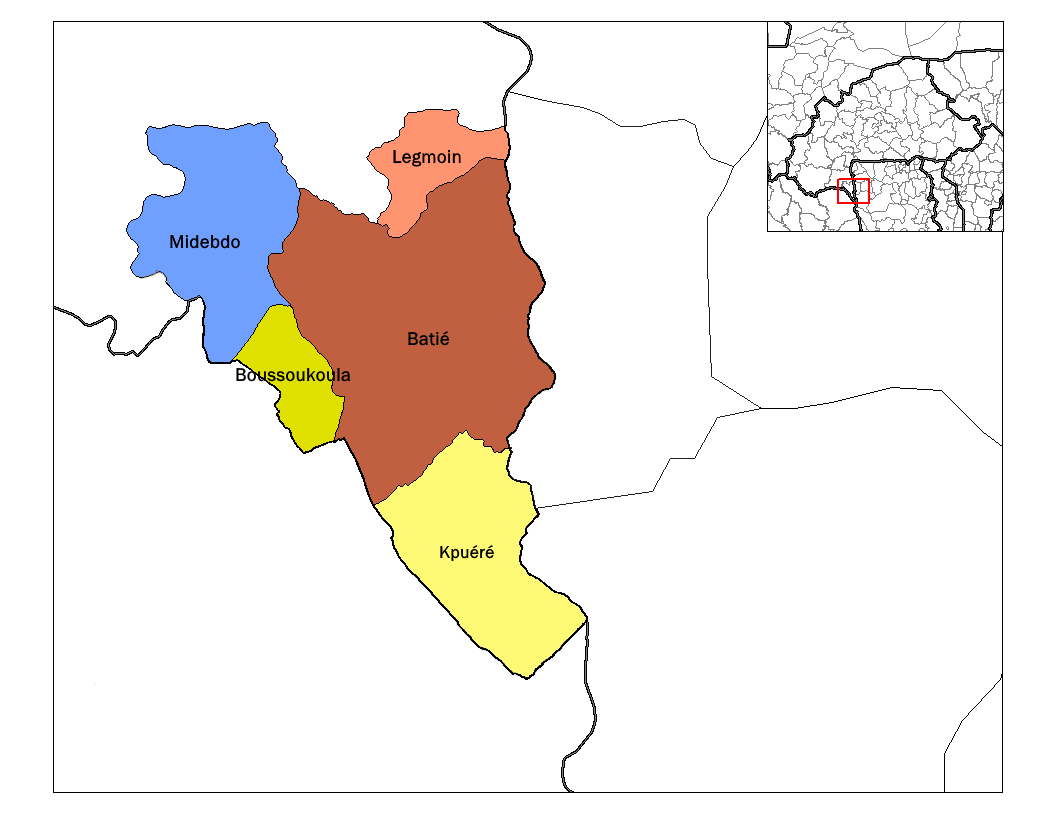
Departementen van Noumbiel

## Bevolking
In 1997 leefden er 51.449 mensen in de provincie. In 2019 waren dat er naar schatting 98.000.
Balé · Bam · Banwa · Bazéga · Bougouriba · Boulgou · Boulkiemdé · Comoé · Ganzourgou · Gnagna · Gourma · Houet · Ioba · Kadiogo · Kénédougou · Komondjari · Kompienga · Kossi · Koulpélogo · Kouritenga · Kourwéogo · Léraba · Loroum · Mouhoun · Nahouri · Namentenga · Nayala · Noumbiel · Oubritenga · Oudalan · Passoré · Poni · Sanguié · Sanmatenga · Séno · Sissili · Soum · Sourou · Tapoa · Tuy · Yagha · Yatenga · Ziro · Zondoma · Zoundwéogo